# Az AFC Ajax 2018–2019-es szezonja
A 2018-2019-es szezon az AFC Ajax 63. szezonja az Eredivisie-ben, a holland labdarúgás legmagasabb osztályában. Az amszterdami csapat még mindig az elejétől kezdve jelen van az első osztályban. Ahogy az elmúlt szezonban, úgy most is a csapat – tétmérkőzéseit magába foglaló – szezonja július végén kezdődött el a Bajnokok Ligája selejtezőjével és idén is a bajnokság utolsó fordulójával ért véget.
A csapat stadionjának neve megváltozott. A stadion eddig az Amsterdam ArenA nevet viselte. Viszont április 25-én, a 2016 márciusában elhunyt Johan Cruijff születésnapján a stadion hivatalosan is megkapta új nevét és ezek után a Johan Cruijff Arena nevet fogja viselni. A csapat az új nevet viselő stadionjában első hivatalos mérkőzését a Sturm Graz elleni BL-selejtezőjén játszotta ami az Ajax első tétmérkőzése volt a 2018-19-es szezonban.
Nagyon jól sikerült az Ajax számára a szezon mivel 5 év után ismét bajnoki címet nyertek, ami történetük során a 34. bajnoki cím volt. Ezen kívül aranyérmet szereztek a Holland kupában is és így 17 év után sikerült duplázniuk. A nemzetközi porondon idén csak a Bajnokok Ligájában vettek részt ahol a 2. selejtezőkörben kezdtek és hatalmas meglepetésre egészen az elődöntőig jutottak el ahol nagyon közel kerültek ahhoz, hogy 23 év után ismét bejussanak a döntőbe. De végül nem sikerült.
A csapat története során idén lett először szerb játékos a csapat házi gólkirálya, Dušan Tadić.
Az Ajax idén elég sok rekordot megdöntött. Az egyik legnagyobb, hogy a holland klubcsapatok közül ők szerezték egy szezonon belül a legtöbb gólt minden tétmérkőzést figyelembe véve. Idén 58 tétmérkőzést játszottak és összesen 175 gólt szereztek. Ezzel megdöntötték ezt a rekordot amit az AZ Alkmaar csapata tartott eddig, ők az 1980-81-es szezonban 158 gólt szereztek.
Az Ajax a szezont az UEFA-ranglista 20. helyén zárta.
Az utolsó bajnoki mérkőzés után Amszterdamban hatalmas ünneplés fogadta a csapatot. Több mint 100 ezer szurkoló vett részt a ünneplésen ahol a bajnoki címet ünnepelték. A csapat kijelentette, hogy az idén megszerzett 34. bajnoki címet a 2017 júliusában egy felkészülési mérkőzésen súlyos agykárosodást szenvedett játékosuknak, Abdelhak Nourinak ajánlják aki a 34-es mezszámot viselte.

## Csapat

### Csapatmezek
Gyártó: Adidas /
Mezszponzor: Ziggo
| Hazai | Vendég |

### Játékoskeret
Íme az Ajax játékoskerete a szezonban. Ezen a listán a csapat azon játékosai szerepelnek akik legalább 1 tétmérkőzésen pályára léptek. Akik csupán a barátságos mérkőzéseken jutottak szerephez, ők nem szerepelnek a listán. Ilyenek leginkább azok akik már a szezon első tétmérkőzése előtt eligazoltak, vagy azok a fiatalok akik a szezon közben még a fiatalcsapatokban játszottak.
Az idei szezonban lejátszott 58 tétmérkőzésen a védő Daley Blind és a középpályás Donny van de Beek léptek legtöbbször pályára. Mindketten 57-57 alkalommal szerepeltek idén a csapatban.
A játékosok nevei után a szezonban lejátszott tétmérkőzések és a szerzett gólok számai szerepelnek.
| Mez           | Ország            | Név                      | Pozíció   | Bajnokság | Bajnokság | Kupa     | Kupa    | Szuperkupa | Szuperkupa | Európa   | Európa  | Összesen | Összesen | Szerződés vége       | Szezon  |         |         |         |         |
| Mez           | Ország            | Név                      | Pozíció   | Mérkőzés  | Gólok     | Mérkőzés | Gólok   | Mérkőzés   | Gólok      | Mérkőzés | Gólok   | Mérkőzés | Gólok    | Szerződés vége       | Szezon  |         |         |         |         |
| KAPUSOK       | KAPUSOK           | KAPUSOK                  | KAPUSOK   | KAPUSOK   | KAPUSOK   | KAPUSOK  | KAPUSOK | KAPUSOK    | KAPUSOK    | KAPUSOK  | KAPUSOK | KAPUSOK  | KAPUSOK  | KAPUSOK              | KAPUSOK | KAPUSOK | KAPUSOK | KAPUSOK | KAPUSOK |
| ------------- | ----------------- | ------------------------ | --------- | --------- | --------- | -------- | ------- | ---------- | ---------- | -------- | ------- | -------- | -------- | -------------------- | ------- | ------- | ------- | ------- | ------- |
| 24            | kamerun           | André Onana              | K         | 33        | 0         | 4        | 0       | -          | -          | 18       | 0       | 55       | 0        | 2022                 | 3.      |         |         |         |         |
| 26            | görög             | Kostas Lamprou           | K         | 2         | 0         | 3        | 0       | -          | -          | 0        | 0       | 5        | 0        | 2019                 | 2.      |         |         |         |         |
| VÉDŐK         |                   |                          |           |           |           |          |         |            |            |          |         |          |          |                      |         |         |         |         |         |
| 2             | dánia             | Rasmus Nissen Kristensen | JH        | 12        | 0         | 5        | 1       | -          | -          | 2        | 0       | 19       | 1        | 2022                 | 2.      |         |         |         |         |
| 3             | Hollandia         | Joël Veltman             | KH / JH   | 9         | 1         | 0        | 0       | -          | -          | 5        | 0       | 14       | 1        | 2020                 | 7.      |         |         |         |         |
| 4             | holland           | Matthijs de Ligt         | KH        | 33        | 3         | 5        | 1       | -          | -          | 17       | 3       | 55       | 7        | 2021                 | 3.      |         |         |         |         |
| 12            | holland · marokkó | Noussair Mazraoui        | JH / TKP  | 28        | 1         | 3        | 1       | -          | -          | 17       | 2       | 48       | 4        | 2022                 | 2.      |         |         |         |         |
| 16            | argentína         | Lisandro Magallán        | KH        | 2         | 0         | 1        | 0       | -          | -          | 2        | 0       | 5        | 0        | 2023                 | 1.      |         |         |         |         |
| 17            | holland           | Daley Blind              | BH / VKP  | 34        | 5         | 5        | 1       | -          | -          | 18       | 0       | 57       | 6        | 2022                 | 7.      |         |         |         |         |
| 27            | holland           | Perr Schuurs             | KH        | 1         | 0         | 3        | 1       | -          | -          | 0        | 0       | 4        | 1        | 2022                 | 1.      |         |         |         |         |
| 31            | argentína         | Nicolás Tagliafico       | BH        | 29        | 2         | 2        | 1       | -          | -          | 15       | 3       | 46       | 6        | 2022                 | 2.      |         |         |         |         |
| 35            | holland           | Mitchel Bakker           | BH        | 0         | 0         | 2        | 0       | -          | -          | 0        | 0       | 2        | 0        | 2019                 | 1.      |         |         |         |         |
|               | ausztria          | Maximilian Wöber         | KH        | 8         | 0         | 2        | 0       | -          | -          | 6        | 0       | 16       | 0        | télen eligazolt      | 2.      |         |         |         |         |
| KÖZÉPPÁLYÁSOK |                   |                          |           |           |           |          |         |            |            |          |         |          |          |                      |         |         |         |         |         |
| 6             | Hollandia         | Donny van de Beek        | TKP       | 34        | 9         | 5        | 4       | -          | -          | 18       | 4       | 57       | 17       | 2022                 | 4.      |         |         |         |         |
| 8             | Hollandia         | Daley Sinkgraven         | BH / TKP  | 9         | 0         | 0        | 0       | -          | -          | 2        | 0       | 11       | 0        | 2020                 | 5.      |         |         |         |         |
| 10            | szerb             | Dušan Tadić              | TKP       | 34        | 28        | 4        | 1       | -          | -          | 18       | 9       | 56       | 38       | 2022                 | 1.      |         |         |         |         |
| 15            | holland           | Carel Eiting             | TKP       | 7         | 0         | 2        | 0       | -          | -          | 5        | 0       | 14       | 0        | 2021                 | 3.      |         |         |         |         |
| 19            | marokkó           | Zakaria Labyad           | TKP       | 12        | 1         | 5        | 3       | -          | -          | 3        | 0       | 20       | 4        | 2022                 | 1.      |         |         |         |         |
| 20            | dán               | Lasse Schøne             | VKP / TKP | 30        | 5         | 4        | 0       | -          | -          | 17       | 2       | 51       | 7        | 2020                 | 7.      |         |         |         |         |
| 21            | Hollandia         | Frenkie de Jong          | TKP       | 31        | 3         | 4        | 0       | -          | -          | 17       | 0       | 52       | 3        | 2022                 | 3.      |         |         |         |         |
| 22            | holland · marokkó | Hakím Zíjes              | TKP       | 29        | 16        | 3        | 0       | -          | -          | 17       | 5       | 49       | 21       | 2021                 | 3.      |         |         |         |         |
| 36            | holland           | Dani de Wit              | TKP       | 4         | 0         | 3        | 0       | -          | -          | 4        | 0       | 11       | 0        | 2020                 | 2.      |         |         |         |         |
| 38            | holland           | Ryan Gravenberch         | TKP       | 1         | 0         | 1        | 1       | -          | -          | 0        | 0       | 2        | 1        | 2021                 | 1.      |         |         |         |         |
| 40            | holland           | Jurgen Ekkelenkamp       | TKP       | 3         | 0         | 1        | 1       | -          | -          | 1        | 0       | 5        | 1        | 2022                 | 2.      |         |         |         |         |
| TÁMADÓK       |                   |                          |           |           |           |          |         |            |            |          |         |          |          |                      |         |         |         |         |         |
| 7             | brazil            | David Neres              | SZT       | 29        | 8         | 6        | 1       | -          | -          | 15       | 3       | 50       | 12       | 2021                 | 3.      |         |         |         |         |
| 9             | holland           | Klaas-Jan Huntelaar      | KCS       | 28        | 16        | 4        | 3       | -          | -          | 11       | 4       | 43       | 23       | 2020                 | 6.      |         |         |         |         |
| 23            | Burkina Faso      | Lassina Traoré           | KCS       | 1         | 0         | 0        | 0       | -          | -          | 0        | 0       | 1        | 0        | 2022                 | 1.      |         |         |         |         |
| 25            | dán               | Kasper Dolberg           | KCS       | 25        | 11        | 4        | 1       | -          | -          | 9        | 0       | 38       | 12       | 2022                 | 3.      |         |         |         |         |
| 32            | cseh              | Václav Černý             | SZT       | 0         | 0         | 3        | 0       | -          | -          | 0        | 0       | 3        | 0        | 2020                 | 4.      |         |         |         |         |
| 37            | holland           | Noa Lang                 | SZT       | 3         | 0         | 1        | 0       | -          | -          | 0        | 0       | 4        | 0        | 2019                 | 1.      |         |         |         |         |
|               | norvég            | Dennis Johnsen           | SZT       | 1         | 0         | 0        | 0       | -          | -          | 0        | 0       | 1        | 0        | télen kölcsönbe ment | 2.      |         |         |         |         |
|               | holland           | Kaj Sierhuis             | KCS       | 2         | 0         | 0        | 0       | -          | -          | 1        | 0       | 3        | 0        | télen kölcsönbe ment | 1.      |         |         |         |         |

MEGJEGYZÉS: A Szuperkupa oszlop ki van húzva minden játékosnál, mert az Ajax nem játszott a 2018-as döntőben.

### Vezetők
| Poszt         | Személy          |
| ------------- | ---------------- |
| Csapat elnöke | Hennie Henrichs  |
| Vezetőedző    | Erik ten Hag     |
| Segédedzők    | Alfred Schreuder |
| Segédedzők    | Aron Winter      |
| Segédedzők    | Richard Witschge |
| Kapusedző     | Carlo L'Ami      |

## Érkező és távozó játékosok

### Érkezők
Íme azon új játékosok listája akiket az Ajax még a nyáron vagy már télen szerződtetett le vagy vett kölcsönbe.
| LEIGAZOLT JÁTÉKOSOK | LEIGAZOLT JÁTÉKOSOK | LEIGAZOLT JÁTÉKOSOK | LEIGAZOLT JÁTÉKOSOK | LEIGAZOLT JÁTÉKOSOK |
| Játékos neve        | Pozíció             | Dátum               | Előző klub          | Összeg              |
| ------------------- | ------------------- | ------------------- | ------------------- | ------------------- |
| Lassina Traoré      | támadó              | 2019. január        | Ajax Cape Town FC   | ingyen              |
| Lisandro Magallán   | hátvéd              | 2019. január        | Boca Juniors        | 9 millió €          |
| Daley Blind         | hátvéd              | 2018. július        | Manchester United   | 20,5 millió €       |
| Dušan Tadić         | középpályás         | 2018. június        | Southampton FC      | 13,7 millió €       |
| Zakaria Labyad      | támadó              | 2018. június        | FC Utrecht          | 7 millió €          |
| Hassane Bandé       | támadó              | 2018. június        | KV Mechelen         | 8,25 millió €       |
| ÖSSZESEN:           | ÖSSZESEN:           | ÖSSZESEN:           | ÖSSZESEN:           | 60,95 millió €      |

| KÖLCSÖNBE ÉRKEZETT JÁTÉKOSOK | KÖLCSÖNBE ÉRKEZETT JÁTÉKOSOK | KÖLCSÖNBE ÉRKEZETT JÁTÉKOSOK | KÖLCSÖNBE ÉRKEZETT JÁTÉKOSOK | KÖLCSÖNBE ÉRKEZETT JÁTÉKOSOK |
| Játékos neve                 | Pozíció                      | Eredeti klub                 | Kölcsönidőszak vége          |                              |
| ---------------------------- | ---------------------------- | ---------------------------- | ---------------------------- | ---------------------------- |
| Bruno Varela                 | kapus                        | SL Benfica                   | 2019. június 30.             |                              |

### Távozók
Íme a csapat azon játékosai, akik legnagyobb részben már szerepeltek az elsőcsapatban, de a nyáron vagy télen más csapathoz igazoltak, és a fiatal játékosok, akiket kölcsönadtak más csapatoknak. A kölcsönbe ment játékosok közül általában mindenki a szezon végéig marad a másik csapatban.
| ELIGAZOLT JÁTÉKOSOK  | ELIGAZOLT JÁTÉKOSOK | ELIGAZOLT JÁTÉKOSOK | ELIGAZOLT JÁTÉKOSOK | ELIGAZOLT JÁTÉKOSOK |
| Játékos neve         | Pozíció             | Dátum               | Következő klub      | Összeg              |
| -------------------- | ------------------- | ------------------- | ------------------- | ------------------- |
| Maximilian Wöber     | hátvéd              | 2019 január         | FC Sevilla          | 10,5 millió €       |
| Terry Lartey Sanniez | hátvéd              | 2018 július         | NEC Nijmegen        | ingyen              |
| Justin Kluivert      | támadó              | 2018 június         | AS Roma             | 22,75 millió €      |
| Mauro Savastano      | hátvéd              | 2018 június         | AZ Alkmaar          | ingyen              |
| Zian Flemming        | támadó              | 2018 június         | PEC Zwolle          | ???                 |
| Nick Viergever       | hátvéd              | 2018 június         | PSV Eindhoven       | ingyen              |
| Mitchell Dijks       | hátvéd              | 2018 június         | Bologna FC          | ingyen              |
| Amin Younes          | szélső              | 2018 június         | SSC Napoli          | ingyen              |
| Deyovaisio Zeefuik   | hátvéd              | 2018 június         | FC Groningen        | ingyen              |
| ÖSSZESEN:            | ÖSSZESEN:           | ÖSSZESEN:           | ÖSSZESEN:           | 33,25 millió €      |

| KÖLCSÖNBE ADOTT JÁTÉKOSOK | KÖLCSÖNBE ADOTT JÁTÉKOSOK | KÖLCSÖNBE ADOTT JÁTÉKOSOK | KÖLCSÖNBE ADOTT JÁTÉKOSOK | KÖLCSÖNBE ADOTT JÁTÉKOSOK |
| Játékos neve              | Pozíció                   | Jelenlegi klub            | Kölcsönidőszak vége       |                           |
| ------------------------- | ------------------------- | ------------------------- | ------------------------- | ------------------------- |
| Kaj Sierhuis              | támadó                    | FC Groningen              | 2020 július               |                           |
| Luis Manuel Orejuela      | védő                      | Cruzeiro EC               | 2019 december             |                           |
| Azor Matusiwa             | középpályás               | De Graafschap             | 2019 július               |                           |
| Siem de Jong              | középpályás               | Sydney FC                 | 2019 július               |                           |
| Benjamin van Leer         | kapus                     | NAC Breda                 | 2019 július               |                           |
| Mateo Cassierra           | támadó                    | Racing Club               | 2019. július              |                           |
| Dennis Johnsen            | támadó                    | SC Heerenveen             | 2019. július              |                           |

## Felkészülési mérkőzések

### Nyári felkészülés
| 2018. június 23. 15ː00 |

| VVSB | 0 – 7               | AFC Ajax                                                                                              |
| ---- | ------------------- | --- |
|      | (0 – 5) Jegyzőkönyv | Teun Bijleveld 16' 22' Kaj Sierhuis 24' 43' Dani de Wit 26' Klaas-Jan Huntelaar 53' Hassane Bandé 88' |

| Sportpark De Boekhorst, Noordwijkerhout |

| 2018. június 26. 13ː00 |

| Preußen Münster                                            | 3 – 1               | AFC Ajax              |
| ---------------------------------------------------------- | ------------------- | --------------------- |
| Kevin Pires-Rodrigues 18' Tobias Rühle 60' Lucas Cueto 74' | (1 – 1) Jegyzőkönyv | Rasmus Kristensen 26' |

| Klosterpforte Sportplatz, Harsewinkel Nézőszám: zártkapus mérkőzés |

| 2018. június 30. 11ː00 |

| Lippstadt 08 | 0 – 9               | AFC Ajax                                                                                             |
| ------------ | ------------------- | --- |
|              | (0 – 5) Jegyzőkönyv | Noussair Mazraoui 23' 44' Zakaria Labyad 24' 51' Klaas-Jan Huntelaar 29' 35' Dani de Wit 63' 69' 73' |

| Klosterpforte Sportplatz, Harsewinkel Nézőszám: zártkapus mérkőzés |

| 2018. július 7. 15ː00 |

| AFC Ajax          | 1 – 3               | FC Nordsjælland                                                 |
| ----------------- | ------------------- | --------------------------------------------------------------- |
| Dean Solomons 92' | (0 – 0) Jegyzőkönyv | Andreas Skov Olsen 60' Karlo Bartolec 79' Mathias Rasmussen 87' |

| Sportpark Putter Eng, Putten Játékvezető: Dennis Higler (holland) |

| 2018. július 7. 19ː00 |

| AFC Ajax         | 1 – 1               | Steaua Bucarest  |
| ---------------- | ------------------- | ---------------- |
| Carel Eiting 24' | (1 – 1) Jegyzőkönyv | Florin Tanase 6' |

| Sportpark 't Achterveen, Hattem |

| 2018. július 13. 19ː30 |

| AFC Ajax        | 1 – 3               | RSC Anderlecht                                    |
| --------------- | ------------------- | ------------------------------------------------- |
| David Neres 20' | (1 – 1) Jegyzőkönyv | Ivan Santini 16' 65' Landry Dimata 57' (11-esből) |

| Olimpiai Stadion, Amszterdam Nézőszám: 7.000 |

| 2018. július 19. 15ː00 |

| Wolverhampton              | 1 – 1               | AFC Ajax              |
| -------------------------- | ------------------- | --------------------- |
| Rúben Neves 74' (11-esből) | (1 – 0) Jegyzőkönyv | Donny van de Beek 45' |

| Bescot Stadium, Walsall |

| 2018. július 19. 20ː45 |

| Walsall FC        | 2 – 0               | AFC Ajax |
| ----------------- | ------------------- | -------- |
| Andy Cook 27' 70' | (1 – 0) Jegyzőkönyv |          |

| Bescot Stadium, Walsall |

| 2018. augusztus 3. 18ː00 |

| AFC Ajax | 0 – 3               | VfL Wolfsburg                                            |
| -------- | ------------------- | -------------------------------------------------------- |
|          | (0 – 0) Jegyzőkönyv | Ignacio Camacho 60' Daniel Ginczek 66' Admir Mehmedi 79' |

| De Toekomst, Amszterdam |

### Téli felkészülés

#### 2019-es Florida-kupa
A csapat a januári edzőtábort Florida államban, azon belül pedig Orlando városában töltötte. Ezen időszak alatt pedig részt vettek a Florida-kupán.
| 2019. január 11. 1ː00 |

| CR Flamengo            | 2 – 2               | AFC Ajax                                   |
| ---------------------- | ------------------- | ------------------------------------------ |
| Fernando Uribe 19' 43' | (2 – 2) Jegyzőkönyv | Klaas-Jan Huntelaar 16' Zakaria Labyad 34' |
| Büntetőpárbaj          |                     |                                            |
|                        | 4–3                 |                                            |

| Orlando City Stadium, Orlando |

| 2019. január 12. 19ː00 |

| São Paulo FC             | 2 – 4               | AFC Ajax                                                                            |
| ------------------------ | ------------------- | ----------------------------------------------------------------------------------- |
| Hernanes 22' Brenner 65' | (1 – 0) Jegyzőkönyv | Donny van de Beek 56' Dušan Tadić 72' (11-esből) Kasper Dolberg 78' David Neres 90' |

| Orlando City Stadium, Orlando |

| H  | Csapat       | M | Gy | Gyb | Vb | V | GA  | Gk | Pt |
| -- | ------------ | - | -- | --- | -- | - | --- | -- | -- |
| 1. | CR Flamengo  | 2 | 1  | 1   | 0  | 0 | 3:2 | +1 | 5  |
| 2. | AFC Ajax     | 2 | 1  | 0   | 1  | 0 | 6:4 | +2 | 4  |
| 3. | Frankfurt FC | 2 | 1  | 0   | 0  | 1 | 2:2 | 0  | 3  |
| 4. | São Paulo FC | 2 | 0  | 0   | 0  | 2 | 3:6 | -3 | 0  |

## Tétmérkőzések

### Eredivisie
| 1. forduló 2018. augusztus 11. 18ː30 |

| AFC Ajax             | 1 – 1               | Heracles Almelo                                                                  |
| -------------------- | ------------------- | -------------------------------------------------------------------------------- |
| Matthijs de Ligt 88' | (0 – 0) Jegyzőkönyv | Kristoffer Peterson 84' 90' Lerin Duarte 65' Janis Blaswich 72' Tim Breukers 90' |

| Johan Cruijff ArenA, Amszterdam Nézőszám: 51.949 Játékvezető: Serdar Gözübüyük |

| 2. forduló 2018. augusztus 18. 18ː30 |

| VVV-Venlo | 0 – 1               | AFC Ajax                                   |
| --------- | ------------------- | ------------------------------------------ |
|           | (0 – 0) Jegyzőkönyv | Dušan Tadić 88' (11-esből) André Onana 90' |

| De Koel, Venlo Nézőszám: 8.000 Játékvezető: Kevin Blom |

| 3. forduló 2018. augusztus 25. 18ː30 |

| AFC Ajax                                                                          | 5 – 0               | FC Emmen        |
| --------------------------------------------------------------------------------- | ------------------- | --------------- |
| Hakím Zíjes 8' Klaas-Jan Huntelaar 38' 59' Dušan Tadić 71' Glenn Bijl 86' (öngól) | (2 – 0) Jegyzőkönyv | Tim Siekman 41' |

| Johan Cruijff ArenA, Amszterdam Nézőszám: 52.885 Játékvezető: Bas Nijhuis |

| 4. forduló 2018. szeptember 2. 14ː30 |

| Vitesse Arnhem                                     | 0 – 4               | AFC Ajax                                                  |
| -------------------------------------------------- | ------------------- | --------------------------------------------------------- |
| Matúš Bero 14' Navarone Foor 22' Bryan Linssen 42' | (0 – 3) Jegyzőkönyv | Hakím Zíjes 3' Klaas-Jan Huntelaar 7' 58' Dušan Tadić 19' |

| GelreDome, Arnhem Nézőszám: 19.231 Játékvezető: Pol van Boekel |

| 5. forduló 2018. szeptember 15. 20ː45 |

| AFC Ajax                                                                                       | 3 – 0               | FC Groningen |
| ---------------------------------------------------------------------------------------------- | ------------------- | ------------ |
| Klaas-Jan Huntelaar 18' (11-esből) 66' Dušan Tadić 77' Nicolás Tagliafico 29' Lasse Schøne 35' | (1 – 0) Jegyzőkönyv |              |

| Johan Cruijff ArenA, Amszterdam Nézőszám: 52.720 Játékvezető: Dennis Higler |

| 6. forduló 2018. szeptember 23. 16ː45 |

| PSV Eindhoven                                                      | 3 – 0               | AFC Ajax                        |
| ------------------------------------------------------------------ | ------------------- | ------------------------------- |
| Gaston Pereiro 21' 27' Luuk de Jong 24' 62' Hirving Lozano 35' 20' | (3 – 0) Jegyzőkönyv | Dušan Tadić 19' Hakím Zíjes 77' |

| Philips Stadion, Eindhoven Nézőszám: 35.000 Játékvezető: Danny Makkelie |

| 7. forduló 2018. szeptember 29. 20ː45 |

| Fortuna Sittard                                         | 0 – 2               | AFC Ajax                                                                    |
| ------------------------------------------------------- | ------------------- | --------------------------------------------------------------------------- |
| Wessel Dammers 73' Jorrit Smeets 73' José Rodríguez 80' | (0 – 0) Jegyzőkönyv | Kasper Dolberg 49' Hakím Zíjes 78' Klaas-Jan Huntelaar 26' Lasse Schøne 73' |

| Fortuna Sittard Stadion, Sittard Nézőszám: 12.004 Játékvezető: Jeroen Manschot |

| 8. forduló 2018. október 7. 16ː45 |

| AFC Ajax | 5 – 0               | AZ Alkmaar                                                      |
| --- | ------------------- | --------------------------------------------------------------- |
| Donny van de Beek 3' Kasper Dolberg 48' Ricardo van Rhijn 52' (öngól) Hakím Zíjes 61' Dušan Tadić 84' Klaas-Jan Huntelaar 67' Nicolás Tagliafico 83' | (1 – 0) Jegyzőkönyv | Úszama Idríszi 30' Marko Vejinovic 46' Pantelis Hatzidiakos 67' |

| Johan Cruijff ArenA, Amszterdam Nézőszám: 53.185 Játékvezető: Dennis Higler |

| 9. forduló 2018. október 20. 20ː45 |

| SC Heerenveen                       | 0 – 4               | AFC Ajax                                                                                      |
| ----------------------------------- | ------------------- | --------------------------------------------------------------------------------------------- |
| Morten Thorsby 44' Daniel Høegh 51' | (0 – 2) Jegyzőkönyv | Lasse Schøne 3' Hakím Zíjes 42' Dušan Tadić 52' (11-esből) Kasper Dolberg 56' David Neres 71' |

| Abe Lenstra Stadion, Heerenveen Nézőszám: 23.315 Játékvezető: Pol van Boekel |

| 10. forduló 2018. október 28. 14ː30 |

| AFC Ajax                                                                        | 3 – 0               | Feyenoord                                                |
| ------------------------------------------------------------------------------- | ------------------- | -------------------------------------------------------- |
| Justin Bijlow 22' (öngól) Hakím Zíjes 41' Dušan Tadić 80' Noussair Mazraoui 50' | (1 – 0) Jegyzőkönyv | Jens Toornstra 3' Jerry St. Juste 5′ Steven Berghuis 14' |

| Johan Cruijff ArenA, Amszterdam Nézőszám: 53.270 Játékvezető: Björn Kuipers |

| 11. forduló 2018. november 3. 20ː45 |

| AFC Ajax                               | 2 – 0               | Willem Tilburg |
| -------------------------------------- | ------------------- | -------------- |
| Kasper Dolberg 11' Frenkie de Jong 22' | (2 – 0) Jegyzőkönyv | Fran Sol 33'   |

| Johan Cruijff ArenA, Amszterdam Nézőszám: 53.432 Játékvezető: Allard Lindhout |

| 12. forduló 2018. november 11. 14ː30 |

| Excelsior                                                                 | 1 – 7               | AFC Ajax |
| ------------------------------------------------------------------------- | ------------------- | --- |
| Ali Messaoud 52' Doğucan Haspolat 25' Jeffry Fortes 26' Hervé Matthys 43' | (0 – 2) Jegyzőkönyv | Donny van de Beek 31' 48' Lasse Schøne 44' Kasper Dolberg 59' Jerdy Schouten 71' (öngól) Hakím Zíjes 79' David Neres 87' |

| Stadion Woudestein, Rotterdam Nézőszám: 4.400 Játékvezető: Serdar Gözübüyük |

| 13. forduló 2018. november 24. 18ː30 |

| NAC Breda                                                                      | 0 – 3               | AFC Ajax                                                                  |
| ------------------------------------------------------------------------------ | ------------------- | ------------------------------------------------------------------------- |
| Daan Klomp 38' Arno Verschueren 41' Gianluca Nijholt 68' Mitchell te Verde 71' | (0 – 1) Jegyzőkönyv | Jethro Mashart 40' (öngól) Zakaria Labyad 54' 67' Klaas-Jan Huntelaar 90' |

| Rat Verlegh Stadion, Breda Nézőszám: 18.969 Játékvezető: Dennis Higler |

| 14. forduló 2018. december 2. 12ː15 |

| AFC Ajax                                                                                             | 5 – 1               | ADO Den Haag      |
| --- | ------------------- | ----------------- |
| David Neres 15' Nicolás Tagliafico 21' Matthijs de Ligt 43' Donny van de Beek 48' Kasper Dolberg 83' | (3 – 1) Jegyzőkönyv | Aaron Meijers 39' |

| Johan Cruijff ArenA, Amszterdam Nézőszám: 53.644 Játékvezető: Pol van Boekel |

| 15. forduló 2018. december 8. 20ː45 |

| PEC Zwolle                                                     | 1 – 4               | AFC Ajax |
| -------------------------------------------------------------- | ------------------- | --- |
| Lasse Schøne 44' (öngól) Mike van Duinen 45' Denis Genreau 68' | (1 – 2) Jegyzőkönyv | Klaas-Jan Huntelaar 22' Frenkie de Jong 32' Lasse Schøne 69' Dušan Tadić 89' 59' Matthijs de Ligt 6' Nicolás Tagliafico 25' |

| Ijsseldelta Stadion, Zwolle Nézőszám: 14.000 Játékvezető: Jochem Kamphuis |

| 16. forduló 2018. december 16. 14ː30 |

| AFC Ajax                                                                              | 8 – 0               | De Graafschap         |
| ------------------------------------------------------------------------------------- | ------------------- | --------------------- |
| Dušan Tadić 18' Noussair Mazraoui 25' Hakím Zíjes 32' 62' 69' Daley Blind 65' 74' 90' | (3 – 0) Jegyzőkönyv | Ted van de Pavert 67' |

| Johan Cruijff ArenA, Amszterdam Nézőszám: 53.388 Játékvezető: Kevin Blom |

| 17. forduló 2018. december 23. 12ː15 |

| FC Utrecht                                             | 1 – 3               | AFC Ajax                                                                                               |
| ------------------------------------------------------ | ------------------- | --- |
| Nick Venema 74' Oussama Tannane 31' Willem Janssen 59' | (0 – 1) Jegyzőkönyv | Kasper Dolberg 14' Dušan Tadić 60' (11-esből) Frenkie de Jong 95' Maximilian Wöber 29' André Onana 80' |

| Stadion Galgenwaard, Utrecht Nézőszám: 23.226 Játékvezető: Dennis Higler |

| 18. forduló 2019. január 20. 16ː45 |

| AFC Ajax                                                                                 | 4 – 4               | SC Heerenveen                                                               |
| ---------------------------------------------------------------------------------------- | ------------------- | --------------------------------------------------------------------------- |
| Dušan Tadić 13' 16' Pelle van Amersfoort 28' (öngól) Klaas-Jan Huntelaar 83' Dušan Tadić | (3 – 1) Jegyzőkönyv | Sam Lammers 14' 51' Mitchell van Bergen 56' Kik Pierie 91' Jordy Bruijn 90' |

| Johan Cruijff ArenA, Amszterdam Nézőszám: 52.553 Játékvezető: Serdar Gözübüyük |

| 19. forduló 2019. január 27. 14ː30 |

| Feyenoord                                                                                          | 6 – 2               | AFC Ajax                        |
| -------------------------------------------------------------------------------------------------- | ------------------- | ------------------------------- |
| Jens Toornstra 16' Steven Berghuis 31' Robin van Persie 42' 56' Tonny Vilhena 75' Yassin Ayoub 84' | (3 – 2) Jegyzőkönyv | Lasse Schøne 8' Hakím Zíjes 33' |

| De Kuip, Rotterdam Nézőszám: 47.500 Játékvezető: Danny Makkelie |

| 20. forduló 2019. február 2. 19ː45 |

| AFC Ajax | 6 – 0               | VVV-Venlo        |
| --- | ------------------- | ---------------- |
| Hakím Zíjes 35' Kasper Dolberg 52' Dušan Tadić 60' David Neres 85' Klaas-Jan Huntelaar 87' Donny van de Beek 90' | (1 – 0) Jegyzőkönyv | Peniel Mlapa 37' |

| Johan Cruijff ArenA, Amszterdam Nézőszám: 52.868 Játékvezető: Allard Lindhout |

| 21. forduló 2019. február 9. 18ː30 |

| Heracles Almelo                                           | 1 – 0               | AFC Ajax                |
| --------------------------------------------------------- | ------------------- | ----------------------- |
| Mohammed Osman 17' Maximilian Rossmann 81' Brandley Kuwas | (1 – 0) Jegyzőkönyv | Klaas-Jan Huntelaar 41' |

| Polman Stadion, Almelo Nézőszám: 12.080 Játékvezető: Dennis Higler |

| 22. forduló 2019. február 17. 12ː15 |

| AFC Ajax | 5 – 0               | NAC Breda                                              |
| --- | ------------------- | ------------------------------------------------------ |
| Dušan Tadić 38' (11-esből) 67' Kasper Dolberg 53' Gervane Kastaneer 59' (öngól) Erik Palmer-Brown 71' (öngól) Hakím Zíjes 65' | (1 – 0) Jegyzőkönyv | Gianluca Nijholt 36' Dorian Dervite 38' Menno Koch 90' |

| Johan Cruijff ArenA, Amszterdam Nézőszám: 52.952 Játékvezető: Siemen Mulder |

| 23. forduló 2019. február 24. 12ː15 |

| ADO Den Haag                            | 1 – 5               | AFC Ajax                                                                                                |
| --------------------------------------- | ------------------- | --- |
| Nasser el Khayati 37' Aaron Meijers 45' | (1 – 2) Jegyzőkönyv | Donny van de Beek 39' Dušan Tadić 45' (11-esből) Hakím Zíjes 74' 83' Kasper Dolberg 78' David Neres 55' |

| Kyocera Stadion, Hága Nézőszám: 14.352 Játékvezető: Jeroen Manschot |

| 25. forduló 2019. március 10. 16ː45 |

| AFC Ajax                               | 4 – 0               | Fortuna Sittard |
| -------------------------------------- | ------------------- | --------------- |
| Dušan Tadić 4' 85' David Neres 27' 63' | (2 – 0) Jegyzőkönyv |                 |

| Johan Cruijff ArenA, Amszterdam Nézőszám: 53.381 Játékvezető: Jochem Kamphuis |

| 24. forduló 2019. március 13. (új időpont) 18ː30 |

| AFC Ajax                                             | 2 – 1               | PEC Zwolle             |
| ---------------------------------------------------- | ------------------- | ---------------------- |
| Dušan Tadić 32' 86' Daley Blind 85' Joël Veltman 92' | (1 – 0) Jegyzőkönyv | Vito van Crooy 79' 90′ |

| Johan Cruijff ArenA, Amszterdam Nézőszám: 52.385 Játékvezető: Allard Lindhout |

| 26. forduló 2019. március 17. 14ː30 |

| AZ Alkmaar   | 1 – 0               | AFC Ajax           |
| ------------ | ------------------- | ------------------ |
| Guus Til 56' | (0 – 0) Jegyzőkönyv | Kasper Dolberg 64' |

| AFAS Stadion, Alkmaar Nézőszám: 17.026 Játékvezető: Serdar Gözübüyük |

| 27. forduló 2019. március 31. 16ː45 |

| AFC Ajax | 3 – 1               | PSV Eindhoven                                         |
| --- | ------------------- | ----------------------------------------------------- |
| Daniel Schwaab 21' (öngól) Dušan Tadić 72' (11-esből) 68' David Neres 96' 97' Noussair Mazraoui 57′ André Onana 92' | (1 – 0) Jegyzőkönyv | Luuk de Jong 58' Michal Sadílek 54' Donyell Malen 73' |

| Johan Cruijff ArenA, Amszterdam Nézőszám: 52.669 Játékvezető: Björn Kuipers |

| 28. forduló 2019. április 3. 20ː45 |

| FC Emmen                                                                              | 2 – 5               | AFC Ajax                                                                                               |
| ------------------------------------------------------------------------------------- | ------------------- | --- |
| Nicolás Tagliafico 62' (öngól) Jafar Arias 87' Alexander Bannink 28' Nick Kuipers 50' | (0 – 2) Jegyzőkönyv | Donny van de Beek 9' Daley Blind 43' David Neres 51' 60' Klaas-Jan Huntelaar 53' Rasmus Kristensen 24' |

| De Oude Meerdijk, Emmen Nézőszám: 8.301 Játékvezető: Siemen Mulder |

| 29. forduló 2019. április 6. 18ː30 |

| Willem Tilburg                                                   | 1 – 4               | AFC Ajax                                                                          |
| ---------------------------------------------------------------- | ------------------- | --------------------------------------------------------------------------------- |
| Alexander Isak 26' (11-esből) Dan Crowley 13' Fernando Lewis 29' | (1 – 2) Jegyzőkönyv | Donny van de Beek 14' Freek Heerkens 41' (öngól) Joël Veltman 53' Hakím Zíjes 70' |

| Koning Willem II-stadion, Tilburg Nézőszám: 14.700 Játékvezető: Danny Makkelie |

| 30. forduló 2019. április 13. 18ː30 |

| AFC Ajax | 6 – 2               | Excelsior                                                          |
| --- | ------------------- | ------------------------------------------------------------------ |
| Klaas-Jan Huntelaar 10' 40' 65' Dušan Tadić 37' 60' (11-esből) Kasper Dolberg 75' Noussair Mazraoui 4' Jurgen Ekkelenkamp 85' | (3 – 1) Jegyzőkönyv | Mounir El Hamdaoui 42' 49' Jeffry Fortes 89' 32' Ryan Koolwijk 43' |

| Johan Cruijff ArenA, Amszterdam Nézőszám: 52.664 Játékvezető: Pol van Boekel |

| 31. forduló 2019. április 20. 18ː30 |

| FC Groningen                                                           | 0 – 1               | AFC Ajax                                     |
| ---------------------------------------------------------------------- | ------------------- | -------------------------------------------- |
| Paul Gladon 28' Samir Memišević 73' Ludovit Reis 75' Julian Chabot 76' | (0 – 0) Jegyzőkönyv | Klaas-Jan Huntelaar 78' 84′ Joël Veltman 74' |

| Euroborg, Groningen Nézőszám: 22.288 Játékvezető: Dennis Higler |

| 32. forduló 2019. április 23. 20ː45 |

| AFC Ajax | 4 – 2               | Vitesse Arnhem                          |
| --- | ------------------- | --------------------------------------- |
| Hakím Zíjes 41' Dušan Tadić 55' (11-esből) 80' (11-esből) Matthijs de Ligt 58' Joël Veltman 69' Donny van de Beek 86' | (1 – 0) Jegyzőkönyv | Maikel van der Werff 80' Matúš Bero 90′ |

| Johan Cruijff ArenA, Amszterdam Nézőszám: 52.869 Játékvezető: Jochem Kamphuis |

| 34. forduló 2019. május 12. 14ː30 |

| AFC Ajax                                                                                              | 4 – 1               | FC Utrecht                                                                                            |
| --- | ------------------- | --- |
| Klaas-Jan Huntelaar 14' Donny van de Beek 45+1' Dušan Tadić 75' 80' (11-esből) Nicolás Tagliafico 60' | (2 – 1) Jegyzőkönyv | Othman Boussaid 1' Riechedly Bazoer 7' Timo Letschert 36' Willem Janssen 40' Sander van de Streek 54' |

| Johan Cruijff ArenA, Amszterdam Nézőszám: 53.520 Játékvezető: Pol van Boekel |

| 33. forduló 2019. május 15. (új időpont) 19ː30 |

| De Graafschap                          | 1 – 4               | AFC Ajax                                                               |
| -------------------------------------- | ------------------- | ---------------------------------------------------------------------- |
| Youssef el Jebli 40' Azor Matusiwa 66' | (1 – 2) Jegyzőkönyv | Lasse Schøne 37' Nicolás Tagliafico 44' Dušan Tadić 68' (11-esből) 87' |

| De Vijverberg, Doetinchem Nézőszám: 12.600 Játékvezető: Danny Makkelie |

#### A 2018-19-es Eredivisie első 7 helyezettje
| Hely. | Csapat           | M  | Gy | D  | V  | G+  | G– | Gk  | P  | Továbbjutás vagy kiesés          |
| ----- | ---------------- | -- | -- | -- | -- | --- | -- | --- | -- | -------------------------------- |
| 1.    | AFC Ajax KGY     | 34 | 28 | 2  | 4  | 119 | 32 | +87 | 86 | Bajnokok Ligája, 3. selejtezőkör |
| 2.    | PSV Eindhoven CV | 34 | 26 | 5  | 3  | 98  | 26 | +72 | 83 | Bajnokok Ligája, 2. selejtezőkör |
| 3.    | Feyenoord        | 34 | 20 | 5  | 9  | 75  | 41 | +34 | 65 | Európa-liga, 2. selejtezőkör     |
| 4.    | AZ Alkmaar       | 34 | 17 | 7  | 10 | 64  | 43 | +21 | 58 | Európa-liga, play off            |
| 5.    | Vitesse Arnhem   | 34 | 14 | 11 | 9  | 70  | 51 | +19 | 53 | Európa-liga, play off            |
| 6.    | FC Utrecht       | 34 | 15 | 8  | 11 | 60  | 51 | +9  | 53 | Európa-liga, play off            |
| 7.    | Heracles Almelo  | 34 | 15 | 3  | 16 | 61  | 68 | −7  | 48 | Európa-liga, play off            |

#### Bajnoki statisztika
| Fordulók                        | 1  | 2  | 3  | 4  | 5  | 6  | 7  | 8  | 9  | 10 | 11 | 12 | 13 | 14 | 15 | 16 | 17 | 18 | 19 | 20 | 21 | 22 | 23 | 24 | 25 | 26 | 27 | 28 | 29 | 30 | 31 | 32 | 33 | 34 | Összesen |
| ------------------------------- | -- | -- | -- | -- | -- | -- | -- | -- | -- | -- | -- | -- | -- | -- | -- | -- | -- | -- | -- | -- | -- | -- | -- | -- | -- | -- | -- | -- | -- | -- | -- | -- | -- | -- | -------- |
| Fordulónként megszerzett pontok | 1  | 3  | 3  | 3  | 3  | 0  | 3  | 3  | 3  | 3  | 3  | 3  | 3  | 3  | 3  | 3  | 3  | 1  | 0  | 3  | 0  | 3  | 3  | 3  | 3  | 0  | 3  | 3  | 3  | 3  | 3  | 3  | 3  | 3  | 86       |
| Összpontszám növekedése         | 1  | 4  | 7  | 10 | 13 | 13 | 16 | 19 | 22 | 25 | 28 | 31 | 34 | 37 | 40 | 43 | 46 | 47 | 47 | 50 | 50 | 53 | 56 | 59 | 62 | 62 | 65 | 68 | 71 | 74 | 77 | 80 | 83 | 86 | 86       |
| Helyezés a tabellán             | 8. | 6. | 3. | 2. | 2. | 2. | 2. | 2. | 2. | 2. | 2. | 2. | 2. | 2. | 2. | 2. | 2. | 2. | 2. | 2. | 2. | 2. | 2. | 2. | 2. | 2. | 2. | 2. | 1. | 1. | 1. | 1. | 1. | 1. | 1.       |
| Lőtt gólok fordulónként         | 1  | 1  | 5  | 4  | 3  | 0  | 2  | 5  | 4  | 3  | 2  | 7  | 3  | 5  | 4  | 8  | 3  | 4  | 2  | 6  | 0  | 5  | 5  | 4  | 2  | 0  | 3  | 5  | 4  | 6  | 1  | 4  | 4  | 4  | 119      |
| Kapott gólok fordulónként       | 1  | 0  | 0  | 0  | 0  | 3  | 0  | 0  | 0  | 0  | 0  | 1  | 0  | 1  | 1  | 0  | 1  | 4  | 6  | 0  | 1  | 0  | 1  | 0  | 1  | 1  | 1  | 2  | 1  | 2  | 0  | 2  | 1  | 1  | 32       |
| Sárga lapok fordulónként        | 0  | 1  | 0  | 0  | 2  | 2  | 2  | 2  | 1  | 1  | 0  | 0  | 0  | 0  | 3  | 0  | 1  | 0  | 0  | 0  | 1  | 1  | 1  | 0  | 2  | 1  | 3  | 1  | 0  | 2  | 3  | 2  | 1  | 1  | 34       |
| Piros lapok fordulónként        | 0  | 0  | 0  | 0  | 0  | 0  | 0  | 0  | 0  | 0  | 0  | 0  | 0  | 0  | 0  | 0  | 0  | 0  | 0  | 0  | 0  | 0  | 0  | 0  | 0  | 0  | 1  | 0  | 0  | 0  | 1  | 0  | 0  | 0  | 2        |

### Holland-kupa

#### 1. forduló
Az idei kupasorozat első fordulójában egy amatőr csapat, a másodosztályú HVV Te Werve volt az ellenfél.
| 2018. szeptember 26. 20ː45 |

| HVV Te Werve | 0 – 7               | AFC Ajax |
| ------------ | ------------------- | --- |
|              | (0 – 4) Jegyzőkönyv | Perr Schuurs 10' Kasper Dolberg 17' Donny van de Beek 30' Zakaria Labyad 38' 59' Jurgen Ekkelenkamp 66' Ryan Gravenberch 82' |

| Sportpark Duinwetering, Noordwijk Nézőszám: 3.000 Játékvezető: Christiaan Bax |

#### 2. forduló
Az idei kupasorozat második fordulójában már egy profi csapat, a második ligában szereplő Go Ahead Eagles volt az ellenfél.
| 2018. október 29. 20ː45 |

| AFC Ajax                                                                    | 3 – 0               | Go Ahead Eagles |
| --------------------------------------------------------------------------- | ------------------- | --------------- |
| David Neres 35' Zakaria Labyad 38' Klaas-Jan Huntelaar 63' Perr Schuurs 81' | (2 – 0) Jegyzőkönyv |                 |

| Johan Cruijff Arena, Amszterdam Nézőszám: 43.884 Játékvezető: Kevin Blom |

#### Nyolcaddöntő
A nyolcaddöntőben szintén egy második ligában szereplő csapat, a Roda Kerkrade volt az ellenfél.
| 2018. december 19. 20ː45 |

| Roda Kerkrade                                                | 1 – 1 (h.u.)        | AFC Ajax                                                                    |
| ------------------------------------------------------------ | ------------------- | --------------------------------------------------------------------------- |
| Mitchel Paulissen 36' (11-esből)                             | (1 – 1) Jegyzőkönyv | Dušan Tadić 13' (11-esből) Perr Schuurs 102'                                |
| Büntetőpárbaj                                                |                     |                                                                             |
| Mario Engels Mitchel Paulissen Ognjen Gnjatić Niels Verburgh | 2–4                 | Dušan Tadić Klaas-Jan Huntelaar Matthijs de Ligt Kasper Dolberg Daley Blind |

| Parkstad Limburg, Kerkrade Nézőszám: 14.296 Játékvezető: Serdar Gözübüyük |

#### Negyeddöntő
Nyeddöntőbeli ellenfelük az az SC Heerenveen volt akikkel 4 nappal korábban szintén Amszterdamban találkoztak a bajnokság 18. fordulójában.
| 2019. január 24. 20ː45 |

| AFC Ajax                                                             | 3 – 1               | SC Heerenveen                                        |
| -------------------------------------------------------------------- | ------------------- | ---------------------------------------------------- |
| Noussair Mazraoui 3' Donny van de Beek 16' 38' Lisandro Magallán 88' | (3 - 0) Jegyzőkönyv | Pelle van Amersfoort 84' Michel Vlap 52' Sam Lammers |

| Johan Cruijff Arena, Amszterdam Nézőszám: 43.819 Játékvezető: Kevin Blom |

#### Elődöntő
Az elődöntőben összejött idén a harmadik De Klassieker, ami Hollandia legnagyobb rangadója. A mérkőzést nagy érdeklődéssel várták mivel pontosan 1 hónappal előtte szintén hazai pályán a Feyenoord 6ː2-re legyőzte az Ajaxot a bajnokságban. Most visszavágott az Ajax.
| 2019. február 27. 20ː45 |

| Feyenoord                                                            | 0 – 3               | AFC Ajax |
| -------------------------------------------------------------------- | ------------------- | --- |
| Jan Arie van der Heijden 28' Jerry St. Juste 56' Steven Berghuis 77' | (0 - 1) Jegyzőkönyv | Matthijs de Ligt 45' Nicolás Tagliafico 49' Donny van de Beek 65' 12' Frenkie de Jong 61' Noussair Mazraoui 67' Dani de Wit 90' |

| De Kuip, Rotterdam Nézőszám: 47.500 Játékvezető: Kevin Blom |

#### Döntő
Az Ajax 5 év után jutott be ismét a holland kupa döntőjébe. Nem tünt nehéznek a döntő, mivel az ellenfelük az a Willem Tilburg volt akiket idén a bajnokságban mindkét alkalommal simán legyőtek. A döntőben sem lett meglepetés mivel az Ajax sima győzelemmel megnyerte 9 év után ismét a kupát. Ezzel a sikerrel pedig megszerezte története 19. kupagyőzelmét amivel növelték előnyüket az örökranglistán a Feyenoord előtt akik 13 győzelemmel rendelkeztek.
| 2019. május 5. 18ː00 |

| Willem Tilburg | 0 – 4               | AFC Ajax                                                          |
| -------------- | ------------------- | ----------------------------------------------------------------- |
| Pol Llonch 78' | (0 - 2) Jegyzőkönyv | Daley Blind 38' Klaas-Jan Huntelaar 39' 67' Rasmus Kristensen 76' |

| De Kuip, Rotterdam Nézőszám: 45.709 Játékvezető: Serdar Gözübüyük |

| HOLLAND-KUPA 2018/19      |
| ------------------------- |
| AFC Ajax 19. kupagyőzelem |

### Bajnokok Ligája

#### 2. selejtezőkör
| 2018. július 24. 20ː30 |

| AFC Ajax                                      | 2 – 0               | Sturm Graz                         |
| --------------------------------------------- | ------------------- | ---------------------------------- |
| Hakím Zíjes 15' Lasse Schøne 57' Lasse Schøne | (1 – 0) Jegyzőkönyv | Fabian Koch 40' Markus Lackner 79' |

| Johan Cruijff ArenA, Amszterdam Nézőszám: 53.500 Játékvezető: Alejandro Hernández (spanyol) |

| 2018. augusztus 1. 20ː30 |

| Sturm Graz                                                                   | 1 – 3               | AFC Ajax                                                           |
| ---------------------------------------------------------------------------- | ------------------- | ------------------------------------------------------------------ |
| André Onana 89' (öngól) Filipe Ferreira 60' Fabian Koch 64' Sandi Lovrić 71' | (0 – 1) Jegyzőkönyv | Klaas-Jan Huntelaar 39' 77' Dušan Tadić 48' Nicolás Tagliafico 33' |

| UPC-Arena, Graz Nézőszám: 16.364 Játékvezető: Bartosz Frankowski (lengyel) |

#### 3. selejtezőkör
| 2018. augusztus 7. 20ː00 |

| Standard Liége                                                         | 2 – 2               | AFC Ajax                                                                       |
| ---------------------------------------------------------------------- | ------------------- | ------------------------------------------------------------------------------ |
| Mehdi Carcela-González 67' Renaud Emond 90' (11-esből) Collins Fai 55' | (0 – 2) Jegyzőkönyv | Klaas-Jan Huntelaar 19' Dušan Tadić 34' Nicolás Tagliafico 58' Hakím Zíjes 61' |

| Stade Maurice Dufrasne, Liège Nézőszám: 20.355 Játékvezető: Tobias Stieler (német) |

| 2018. augusztus 14. 20ː30 |

| AFC Ajax                                                     | 3 – 0               | Standard Liége |
| ------------------------------------------------------------ | ------------------- | -------------- |
| Klaas-Jan Huntelaar 30' Matthijs de Ligt 34' David Neres 46' | (2 – 0) Jegyzőkönyv | Paul Mpoku 76' |

| Johan Cruijff ArenA, Amszterdam Nézőszám: 51.841 Játékvezető: Ivan Kružliak (szlovák) |

#### Play Off
| 2018. augusztus 22. 21ː00 |

| AFC Ajax                                                                                            | 3 – 1               | Dinamo Kijev                              |
| --------------------------------------------------------------------------------------------------- | ------------------- | ----------------------------------------- |
| Donny van de Beek 2' Hakím Zíjes 35' Dušan Tadić 43' Klaas-Jan Huntelaar 21' Nicolás Tagliafico 70' | (3 – 1) Jegyzőkönyv | Tomasz Kędziora 15' 24' Denys Garmash 38' |

| Johan Cruijff ArenA, Amszterdam Nézőszám: 52.706 Játékvezető: Clément Turpin (francia) |

| 2018. augusztus 28. 21ː00 |

| Dinamo Kijev                                                   | 0 – 0               | AFC Ajax                                    |
| -------------------------------------------------------------- | ------------------- | ------------------------------------------- |
| Tomasz Kędziora 14' Sergiy Sydorchuk 54' Mykola Shaparenko 71' | (0 – 0) Jegyzőkönyv | Hakím Zíjes 34' Dušan Tadić 87' Dušan Tadić |

| Olimpiai Stadion, Kijev Nézőszám: 40.131 Játékvezető: Damir Skomina (szlovén) |

#### Csoportkör
| 2018. szeptember 19. 18ː55 |

| AFC Ajax                                                                                 | 3 – 0               | AEK Athen                    |
| ---------------------------------------------------------------------------------------- | ------------------- | ---------------------------- |
| Nicolás Tagliafico 46' 90' 88' Donny van de Beek 77' Hakím Zíjes 74' Frenkie de Jong 74' | (0 – 0) Jegyzőkönyv | Alef 72' Petros Mantalos 74' |

| Johan Cruijff Arena, Amszterdam Nézőszám: 52.285 Játékvezető: Carlos del Cerro Grande (spanyol) |

| 2018. október 2. 21ː00 |

| Bayern München                                                         | 1 – 1               | AFC Ajax                                                    |
| ---------------------------------------------------------------------- | ------------------- | ----------------------------------------------------------- |
| Mats Hummels 4' Javi Martínez 40' James Rodríguez 78' Serge Gnabry 88' | (1 – 1) Jegyzőkönyv | Noussair Mazraoui 22' Donny van de Beek 21' Daley Blind 51' |

| Allianz Arena, München Nézőszám: 70.000 Játékvezető: Pavel Královec (cseh) |

| 2018. október 23. 21ː00 |

| AFC Ajax                                                         | 1 – 0               | Benfica Liszabon                                                  |
| ---------------------------------------------------------------- | ------------------- | ----------------------------------------------------------------- |
| Noussair Mazraoui 92' 23' André Onana 39' Nicolás Tagliafico 49' | (0 – 0) Jegyzőkönyv | Jardel 9' Germán Conti 64' Eduardo Salvio 72' Haris Seferović 86' |

| Johan Cruijff Arena, Amszterdam Nézőszám: 52.489 Játékvezető: Ruddy Buquet (francia) |

| 2018. november 7. 21ː00 |

| Benfica Liszabon                            | 1 – 1               | AFC Ajax                                                                              |
| ------------------------------------------- | ------------------- | ------------------------------------------------------------------------------------- |
| Jonas 28' 39' Ljubomir Fejsa 45' Jardel 70' | (1 – 0) Jegyzőkönyv | Dušan Tadić 61' 83' Nicolás Tagliafico 34' Matthijs de Ligt 42' Donny van de Beek 72' |

| Estádio da Luz, Lisszabon Nézőszám: 51.328 Játékvezető: Gianluca Rocchi (olasz) |

| 2018. november 27. 18ː55 |

| AEK Athen                                                                             | 0 – 2               | AFC Ajax                                                              |
| ------------------------------------------------------------------------------------- | ------------------- | --------------------------------------------------------------------- |
| Marios Oikonomou 29' Dmitro Chigrinskiy 51' Marko Livaja 67′ Georgios Giakoumakis 90' | (0 – 0) Jegyzőkönyv | Dušan Tadić 68' (11-esből) 72' Lasse Schøne 19' Noussair Mazraoui 60' |

| Olimpiai Stadion, Athén Nézőszám: 25.756 Játékvezető: Michael Oliver (angol) |

| 2018. december 12. 21ː00 |

| AFC Ajax | 3 – 3               | Bayern München                                                                                            |
| --- | ------------------- | --- |
| Dušan Tadić 61' 82' (11-esből) Nicolás Tagliafico 95' 95' Matthijs de Ligt 40' Daley Blind 63' Maximilian Wöber 67′ | (0 – 1) Jegyzőkönyv | Robert Lewandowski 13' 87' (11-esből) Kingsley Coman 90' Joshua Kimmich 28' Rafinha 37' Thomas Müller 75′ |

| Johan Cruijff Arena, Amszterdam Nézőszám: 52.244 Játékvezető: Clément Turpin (francia) |

##### E-csoport végeredménye
| Hely. | Csapat           | M | Gy | D | V | G+ | G– | Gk  | P  | Továbbjutás vagy kiesés     |
| ----- | ---------------- | - | -- | - | - | -- | -- | --- | -- | --------------------------- |
| 1.    | Bayern München   | 6 | 4  | 2 | 0 | 15 | 5  | +10 | 14 | BL-egyenes kieséses szakasz |
| 2.    | AFC Ajax         | 6 | 3  | 3 | 0 | 11 | 5  | +6  | 12 | BL-egyenes kieséses szakasz |
| 3.    | Benfica Liszabon | 6 | 2  | 1 | 3 | 6  | 11 | −5  | 7  | EL-egyenes kieséses szakasz |
| 4.    | AEK Athén        | 6 | 0  | 0 | 6 | 2  | 0  | +2  | 0  |                             |

#### Nyolcaddöntő
| 2019. február 13. 21ː00 |

| AFC Ajax            | 1 – 2               | Real Madrid                                                                                |
| ------------------- | ------------------- | ------------------------------------------------------------------------------------------ |
| Hakím Zíjes 75' 53' | (0 – 0) Jegyzőkönyv | Karim Benzema 60' Marco Asensio 87' Sergio Reguilón 69' Lucas Vázquez 83' Sergio Ramos 90' |

| Johan Cruijff ArenA, Amszterdam Nézőszám: 52.286 Játékvezető: Damir Skomina (szlovén) |

| 2019. március 5. 21ː00 |

| Real Madrid                                   | 1 – 4               | AFC Ajax                                                                              |
| --------------------------------------------- | ------------------- | ------------------------------------------------------------------------------------- |
| Marco Asensio 70' Dani Carvajal 30' Nacho 93′ | (0 – 2) Jegyzőkönyv | Hakím Zíjes 7' David Neres 18' Dušan Tadić 62' Lasse Schøne 72' Noussair Mazraoui 26' |

| Santiago Bernabéu, Madrid Nézőszám: 77.013 Játékvezető: Felix Brych (német) |

#### Negyeddöntő
| 2019. április 10. 21ː00 |

| AFC Ajax                                                                                           | 1 – 1               | Juventus                                 |
| -------------------------------------------------------------------------------------------------- | ------------------- | ---------------------------------------- |
| David Neres 46' Nicolás Tagliafico 41' Frenkie de Jong 55' Lasse Schøne 71' Jurgen Ekkelenkamp 90' | (0 – 1) Jegyzőkönyv | Cristiano Ronaldo 45' Miralem Pjanić 84' |

| Johan Cruijff ArenA, Amszterdam Nézőszám: 50.390 Játékvezető: Carlos Del Cerro Grande (spanyol) |

| 2019. április 16. 21ː00 |

| Juventus                               | 1 – 2               | AFC Ajax                                   |
| -------------------------------------- | ------------------- | ------------------------------------------ |
| Cristiano Ronaldo 28' 90' Emre Can 69' | (1 – 1) Jegyzőkönyv | Donny van de Beek 34' Matthijs de Ligt 67' |

| Juventus Stadion, Torino Nézőszám: 41.445 Játékvezető: Clément Turpin (francia) |

#### Elődöntő
| 2019. április 30. 21ː00 |

| Tottenham Hotspur | 0 – 1               | AFC Ajax                                                      |
| ----------------- | ------------------- | ------------------------------------------------------------- |
|                   | (0 – 1) Jegyzőkönyv | Donny van de Beek 15' Nicolás Tagliafico 30' Joël Veltman 63' |

| Tottenham Hotspur Stadion, London Nézőszám: 60.243 Játékvezető: Antonio Mateu Lahoz (spanyol) |

| 2019. május 8. 21ː00 |

| AFC Ajax                                                                     | 2 – 3               | Tottenham Hotspur                                           |
| ---------------------------------------------------------------------------- | ------------------- | ----------------------------------------------------------- |
| Matthijs de Ligt 5' Hakím Zíjes 35' 77' Kasper Dolberg 50' André Onana 90+5' | (2 – 0) Jegyzőkönyv | Lucas Moura 55' 59' 90+6' Moussa Sissoko 16' Danny Rose 76' |

| Johan Cruijff ArenA, Amszterdam Nézőszám: 52.461 Játékvezető: Felix Brych (német) |

## Sajátnevelések első tétmérkőzése a felnőttcsapatban
A táblázatban azon fiatal játékosok szerepelnek akik az előző 3 évben az Ajax-akadémiáján képezték magukat és közben a fiatalcsapatokat (Ajax A1 vagy Jong Ajax) erősítették. Ebben a szezonban pedig bemutatkoztak a felnőttcsapatban már tétmérkőzésen is.
| Mez | Név              | Pozíció | Szezon | Előző klub | Debütálás tétmérkőzésen | Debütálás tétmérkőzésen      | Debütálás tétmérkőzésen | Debütálás tétmérkőzésen | Debütálás tétmérkőzésen |
| Mez | Név              | Pozíció | Szezon | Előző klub | Dátum                   | Első tétmérkőzés             | Mérkőzés típusa         | Gól                     | Életkor                 |
| --- | ---------------- | ------- | ------ | ---------- | ----------------------- | ---------------------------- | ----------------------- | ----------------------- | ----------------------- |
| 39  | Kaj Sierhuis     | KCS     | 1.     | Jong Ajax  | 2018. júl. 25.          | AFC Ajax – Sturm Graz 2:0    | BL-selejtező            | -                       | 20 év 89 nap            |
| 38  | Ryan Gravenberch | TKP     | 1.     | Jong Ajax  | 2018. szept. 23.        | PSV Eindhoven – AFC Ajax 3:0 | Eredivisie              | -                       | 16 év 130 nap           |
| 37  | Noa Lang         | SZT     | 1.     | Jong Ajax  | 2018. szept. 26.        | HVV Te Werve – AFC Ajax 0:7  | Holland-kupa (1.)       | -                       | 19 év 101 nap           |
| 35  | Mitchel Bakker   | BH      | 1.     | Jong Ajax  | 2018. szept. 26.        | HVV Te Werve – AFC Ajax 0:7  | Holland-kupa (1.)       | -                       | 18 év 98 nap            |

## Díjazottak

### Csapaton belül
- Rinus Michels-díj (Év Játékosa):  Hakím Zíjes
- Marco van Basten-díj (Év Tehetsége):  Noussair Mazraoui
- Abdelhak Nouri-díj (Jövő Tehetsége):  Naci Ünüvar

### Bajnokságban
Akárcsak tavaly, a bajnokságban idén is az Ajax támadója, Hakím Zíjes lett az Év játékosa.
- Szezon legjobb játékosaː  Hakím Zíjes
- Johan Cruijff – díj (Év Tehetsége):  Frenkie de Jong
- Rinus Michels – díj (Év Edzője):  Erik ten Hag

### Európában
Decemberben Matthijs de Ligt kapta a díjat amit az Európában játszó 21 éven aluli legjobb labdarúgó kap minden évben. Ő a második Ajax-játékos aki elnyerte ezt a díjat (2003-ban Rafael van der Vaart) és a díj megalapítása óta az első védőjátékos. 
- Golden Boy – díj :  Matthijs de Ligt

## Mérkőzés statisztika
Minden mérkőzés a rendes játékidőben elért eredmények alapján van besorolva, de a hosszabbításban lőtt gólok is be vannak írva.
| Tipus               | Mérkőzés | Győzelem | Döntetlen | Vereség | Lőtt gólok | Kapott gólok | Gólkülönbség |
| ------------------- | -------- | -------- | --------- | ------- | ---------- | ------------ | ------------ |
| Eredivisie          | 34       | 28       | 2         | 4       | 119        | 32           | + 87         |
| Holland – kupa      | 6        | 5        | 1         | 0       | 21         | 2            | + 19         |
| BL – selejtező      | 6        | 4        | 2         | 0       | 13         | 4            | + 9          |
| BL – csoportkör     | 6        | 3        | 3         | 0       | 11         | 5            | + 6          |
| BL – egyenes kiesés | 6        | 3        | 1         | 2       | 11         | 8            | + 3          |
| ÖSSZESEN            | 58       | 43       | 9         | 6       | 175        | 51           | + 124        |

## Hazai nézőszámok
Íme az idei szezonban lejátszott összes hazai mérkőzésre kilátogató nézők száma.
| Tipus               | Mérkőzések | Összes néző | Átlag nézőszám |
| ------------------- | ---------- | ----------- | -------------- |
| Eredivisie          | 17         | 900.154     | 52.950         |
| Holland – kupa      | 2          | 87.703      | 43.851         |
| BL – selejtező      | 3          | 158.047     | 52.682         |
| BL – csoportkör     | 3          | 157.018     | 52.339         |
| BL – egyenes kiesés | 3          | 155.137     | 51.712         |
| ÖSSZESEN            | 28         | 1.458.059   | 52.073         |

## Játékos statisztikák

### Góllövőlista
Az idei szezonban a szerb támadó Dušan Tadić lőtte a legtöbb gólt a csapatban. Ő a nyáron érkezett a csapathoz. Nagy fölénnyel nyerte idén a góllövőlistát. Ezen kívül társgólkirály lett a bajnokságban is a maga 28 góljával. Akárcsak tavaly, idén is Klaas-Jan Huntelaar lett az ezüstérmes.
| No. | Játékos             | Bajnokság | Kupa        | Bajnokok Ligája | ÖSSZESEN |   |   |    |
| --- | ------------------- | --------- | ----------- | --------------- | -------- | - | - | -- |
| No. | Játékos             | 01.       | Dušan Tadić | 28              | ÖSSZESEN | 1 | 9 | 38 |
| 02. | Klaas-Jan Huntelaar | 16        | 3           | 4               | 23       |   |   |    |
| 03. | Hakím Zíjes         | 16        | 0           | 5               | 21       |   |   |    |
| 04. | Donny van de Beek   | 9         | 4           | 4               | 17       |   |   |    |
| 05. | David Neres         | 8         | 1           | 3               | 12       |   |   |    |
| -   | Kasper Dolberg      | 11        | 1           | 0               | 12       |   |   |    |
| 07. | Matthijs de Ligt    | 3         | 1           | 3               | 7        |   |   |    |
| -   | Lasse Schøne        | 5         | 0           | 2               | 7        |   |   |    |
| 09. | Daley Blind         | 5         | 1           | 0               | 6        |   |   |    |
| -   | Nicolás Tagliafico  | 2         | 1           | 3               | 6        |   |   |    |
| 11. | Zakaria Labyad      | 1         | 3           | 0               | 4        |   |   |    |
| -   | Noussair Mazraoui   | 1         | 1           | 2               | 4        |   |   |    |
| 13. | Frenkie de Jong     | 3         | 0           | 0               | 3        |   |   |    |
| 14. | Jurgen Ekkelenkamp  | 0         | 1           | 0               | 1        |   |   |    |
| -   | Ryan Gravenberch    | 0         | 1           | 0               | 1        |   |   |    |
| -   | Perr Schuurs        | 0         | 1           | 0               | 1        |   |   |    |
| -   | Joël Veltman        | 1         | 0           | 0               | 1        |   |   |    |
| -   | Rasmus Kristensen   | 0         | 1           | 0               | 1        |   |   |    |

### Kanadai ponttáblázat
Íme az Ajax játékosainak elért teljesítménye a kanadai ponttáblázat alapján. Ezen táblázatban azokat a játékosokat (jelenlegi vagy volt játékosokat) lehet látni, akik legalább egy pontot szereztek tétmérkőzésen.
Akárcsak a góllövőlistát, a ponttáblázatot is Dušan Tadić nyerte meg idén csapaton belül. Idén 56 mérkőzésen lépett pályára és összesen 60 pontot szerzett. Az összes tétmérkőzésen is Dušan Tadić lett a csapat gólpasszkirálya, viszont a bajnokságban Hakím Zíjes adta a legtöbb gólpasszt és ezzel egymás után 5. alkalommal lett gólpasszkirály az Eredivisie-ben ǃǃǃ
A rangsor a pontszám alapján állt össze. Azonos pontszám alapján az van előnyben aki a legtöbb gólt szerezte.
| No. | Játékos             | Bajnokság | Bajnokság | Kupa | Kupa     | Bajnokok Ligája | Bajnokok Ligája | PONTSZÁM (G+Gp) | Mérk. sz. |
| No. | Játékos             | Gól       | Gólpassz  | Gól  | Gólpassz | Gól             | Gólpassz        | PONTSZÁM (G+Gp) | Mérk. sz. |
| --- | ------------------- | --------- | --------- | ---- | -------- | --------------- | --------------- | --------------- | --------- |
| 01. | Dušan Tadić         | 28        | 13        | 1    | 2        | 9               | 7               | 60 (38+22)      | 56        |
| 02. | Hakím Zíjes         | 16        | 14        | 0    | 2        | 5               | 4               | 41 (21+20)      | 49        |
| 03. | Klaas-Jan Huntelaar | 16        | 4         | 3    | 1        | 4               | 2               | 30 (23+7)       | 43        |
| 04. | Donny van de Beek   | 9         | 10        | 4    | 1        | 4               | 2               | 30 (17+13)      | 57        |
| 05. | David Neres         | 8         | 9         | 1    | 0        | 3               | 4               | 25 (12+13)      | 50        |
| 06. | Kasper Dolberg      | 11        | 2         | 1    | 0        | 0               | 0               | 14 (12+2)       | 38        |
| 07. | Lasse Schøne        | 5         | 5         | 0    | 0        | 2               | 2               | 14 (7+7)        | 51        |
| 08. | Nicolás Tagliafico  | 2         | 4         | 1    | 0        | 3               | 2               | 12 (6+6)        | 46        |
| 09. | Daley Blind         | 5         | 4         | 1    | 0        | 0               | 0               | 10 (6+4)        | 57        |
| 10. | Noussair Mazraoui   | 1         | 2         | 1    | 1        | 2               | 2               | 9 (4+5)         | 48        |
| 11. | Matthijs de Ligt    | 3         | 1         | 1    | 0        | 3               | 0               | 8 (7+1)         | 55        |
| 12. | Zakaria Labyad      | 1         | 2         | 3    | 1        | 0               | 0               | 7 (4+3)         | 20        |
| 13. | Frenkie de Jong     | 3         | 3         | 0    | 0        | 0               | 0               | 6 (3+3)         | 52        |
| 14. | Rasmus Kristensen   | 0         | 2         | 1    | 2        | 0               | 0               | 5 (1+4)         | 19        |
| 15. | Carel Eiting        | 0         | 1         | 0    | 3        | 0               | 1               | 5 (0+5)         | 14        |
| 16. | Perr Schuurs        | 0         | 0         | 1    | 2        | 0               | 0               | 3 (1+2)         | 4         |
| 17. | Maximilian Wöber    | 0         | 0         | 0    | 1        | 0               | 1               | 2 (0+2)         | 16        |
| 18. | Jurgen Ekkelenkamp  | 0         | 0         | 1    | 0        | 0               | 0               | 1 (1+0)         | 5         |
| -   | Ryan Gravenberch    | 0         | 0         | 1    | 0        | 0               | 0               | 1 (1+0)         | 2         |
| -   | Joël Veltman        | 1         | 0         | 0    | 0        | 0               | 0               | 1 (1+0)         | 14        |
| 21. | Noa Lang            | 0         | 1         | 0    | 0        | 0               | 0               | 1 (0+1)         | 4         |

### Lapok
| 01. | Nicolás Tagliafico  | 13 | 4 | 0 | 9 |
| 02. | Hakím Zíjes         | 7  | 2 | 0 | 5 |
| 03. | Dušan Tadić         | 6  | 4 | 0 | 2 |
| -   | Noussair Mazraoui   | 6  | 2 | 1 | 3 |
| 05. | Klaas-Jan Huntelaar | 4  | 3 | 0 | 1 |
| -   | Lasse Schøne        | 4  | 2 | 0 | 2 |
| -   | Donny van de Beek   | 4  | 1 | 1 | 2 |
| -   | André Onana         | 4  | 2 | 0 | 2 |
| 09. | Matthijs de Ligt    | 3  | 1 | 0 | 2 |
| -   | David Neres         | 3  | 3 | 0 | 0 |
| -   | Frenkie de Jong     | 3  | 0 | 1 | 2 |
| -   | Joël Veltman        | 3  | 2 | 0 | 1 |
| 13. | Daley Blind         | 2  | 0 | 0 | 2 |
| -   | Perr Schuurs        | 2  | 0 | 2 | 0 |
| -   | Jurgen Ekkelenkamp  | 2  | 1 | 0 | 1 |
| -   | Kasper Dolberg      | 2  | 1 | 0 | 1 |
| 17. | Zakaria Labyad      | 1  | 0 | 0 | 1 |
| -   | Maximilian Wöber    | 1  | 1 | 0 | 0 |
| -   | Lisandro Magallán   | 1  | 0 | 1 | 0 |
| -   | Dani de Wit         | 1  | 0 | 1 | 0 |
| -   | Rasmus Kristensen   | 1  | 1 | 0 | 0 |

| 01. | Maximilian Wöber    | 1 | 0 | 0 | 1 |
| -   | Noussair Mazraoui   | 1 | 1 | 0 | 0 |
| -   | Klaas-Jan Huntelaar | 1 | 1 | 0 | 0 |

### Egy tétmérkőzésen legtöbb gólt szerző játékosok
A következő táblázatban a csapat azon játékosai szerepelnek akik az idei szezonban a legtöbb gólt – minimum 3-at – szerezték egy tétmérkőzésen.
| #  | Játékos             | Gólok | Dátum              | Mérkőzés típusa  | Végeredmény              |
| -- | ------------------- | ----- | ------------------ | ---------------- | ------------------------ |
| 1. | Hakím Zíjes         | 3     | 2018. december 16. | Eredivisie (16.) | Ajax – De Graafschap 8:0 |
| 2. | Daley Blind         | 3     | 2018. december 16. | Eredivisie (16.) | Ajax – De Graafschap 8:0 |
| 3. | Klaas-Jan Huntelaar | 3     | 2019. április 13.  | Eredivisie (30.) | Ajax – Excelsior 6:2     |

### Büntetők
A következő táblázat a csapat idei büntetőit mutatja meg, amiket tétmérkőzéseken lőttek. A büntetők sorrendje a dátum szerint van megadva.
| #   | Játékos             | Büntető  | Dátum                | Mérkőzés tipusa  | Végeredmény               |
| --- | ------------------- | -------- | -------------------- | ---------------- | ------------------------- |
| 1.  | Lasse Schöne        | KIHAGYVA | 2018. július 25.     | BL-selejtező     | Ajax – Sturm Graz 2ː0     |
| 2.  | Dušan Tadić         | GÓL      | 2018. augusztus 18.  | Eredivisie (2.)  | VVV-Venlo – Ajax 0ː1      |
| 3.  | Dušan Tadić         | KIHAGYVA | 2018. augusztus 28.  | BL-selejtező     | Dinamo Kijev – Ajax 0ː0   |
| 4.  | Klaas-Jan Huntelaar | GÓL      | 2018. szeptember 15. | Eredivisie (5.)  | Ajax – FC Groningen 3ː0   |
| 5.  | Dušan Tadić         | GÓL      | 2018. október 20.    | Eredivisie (9.)  | SC Heerenveen – Ajax 0ː4  |
| 6.  | Dušan Tadić         | GÓL      | 2018. november 27.   | BL-csoportkör    | AEK Athen – Ajax 0ː2      |
| 7.  | Dušan Tadić         | GÓL      | 2018. december 12.   | BL-csoportkör    | Ajax – Bayern München 3ː3 |
| 8.  | Dušan Tadić         | GÓL      | 2018. december 19.   | Holland-kupa     | Roda Kerkrade – Ajax 1ː1  |
| 9.  | Dušan Tadić         | GÓL      | 2018. december 23.   | Eredivisie (17.) | FC Utrecht – Ajax 1ː3     |
| 10. | Dušan Tadić         | KIHAGYVA | 2019. január 20.     | Eredivisie (18.) | Ajax – SC Heerenveen 4ː4  |
| 11. | Dušan Tadić         | GÓL      | 2019. február 17.    | Eredivisie (22.) | Ajax – NAC Breda 5ː0      |
| 12. | Dušan Tadić         | GÓL      | 2019. február 24.    | Eredivisie (23.) | ADO Den Haag – Ajax 1ː5   |
| 13. | Dušan Tadić         | GÓL      | 2019. március 31.    | Eredivisie (27.) | Ajax – PSV Eindhoven 3ː1  |
| 14. | Dušan Tadić         | GÓL      | 2019. április 13.    | Eredivisie (30.) | Ajax – Excelsior 6ː2      |
| 15. | Dušan Tadić         | GÓL      | 2019. április 23.    | Eredivisie (32.) | Ajax – Vitesse 4ː2        |
| 16. | Dušan Tadić         | GÓL      | 2019. április 23.    | Eredivisie (32.) | Ajax – Vitesse 4ː2        |
| 17. | Dušan Tadić         | GÓL      | 2019. május 12.      | Eredivisie (34.) | Ajax – FC Utrecht 4ː1     |
| 18. | Dušan Tadić         | GÓL      | 2019. május 15.      | Eredivisie (33.) | De Graafschap – Ajax 1ː4  |

## Érdekességek és jubileumok
- Az AFC Ajax meghosszabbította szponzori szerződését az Adidas-al egészen 2025-ig. Összesen 50 millió eurót kapnak érte.[15]
- Az AFC Ajax akárcsak tavaly, az idei bajnoki szezont is a Heracles Almelo csapata ellen kezdte meg. Az Eredivisie-ben eltöltött eddigi 63 szezonja során ez volt a 4. alkalom, hogy két egymást követő szezont ugyanazon csapat ellen kezdte meg (1967/68 és 1968/69 Go Ahead Eagles, 1993/94 és 1994/95 RKC Waalwijk, 2009/10 és 2010/11 FC Groningen).
- 4 év után visszatért a csapathoz a holland Daley Blind. A Manchester United csapatától igazolták le prémiumokkal együtt összesen 20,5 millió euróért. Így ő lett az Ajax történetének eddigi legdrágábban leigazolt játékosa.[16]
- Néhány nappal az Ajax és a Sturm Graz egymás ellen lejátszott BL-selejtezőjének első mérkőzése előtt, július 20-án 71 éves korában elhunyt a volt osztrák labdarúgó Heinz Schilcher. Karrierje során mindkét csapatban játszott. Az Ajaxnál tagja volt az 1972-es és 1973-as BL-győztes csapatnak, a Sturm Grazban pedig 186 tétmérkőzésen lépett pályára.[17]
- A nyáron visszatért Daley Blind, az augusztus 22-én lejátszott BL-selejtezőben (Ajax-Dinamo Kijev 3ː1) lépett pályára a 150. tétmérkőzésén az Ajax csapatánál.
- A bajnokság 3. fordulójában az Ajax lejátszotta története első bajnoki mérkőzését az – Eredivisieben idén debütáló – FC Emmen ellen.
- A csapat 4 szezon után ismét bejutott a BL-csoportkörébe. Utoljára a 2014/15-ös szezonban voltak a BL-csoportkörben.
- A bajnokság 4. fordulójában az Ajax 4 gólos győzelmet aratott a Vitesse Arnhem otthonában. Utoljára 9 évvel ezelőtt, a 2009/10-es szezonban tudtak ekkora arányban nyerni Arnhemben.
- Hosszú idő után idén sikerült az Ajax-nak legjobban a szezonkezdet. Az első 12 tétmérkőzésükön nem kaptak ki, 9 győzelem és 3 döntetlen. Végül a 13. tétmeccsen szenvedtek vereséget (PSV-Ajax 3ː0). Utoljára 19 évvel ezelőtt az 1999/2000-es szezonban kezdtek ennél jobban. Akkor az első 13 tétmérkőzésen voltak veretlenek.
- A BL-csoportkörének 1. fordulójában az AEK ellen az Ajax argentín védője, Nicolás Tagliafico 2 gólt szerzett. Utoljára az 1995/96-os szezonban sikerült Ajax-hátvédnek 2 gólt lőnie BL-mérkőzésen, akkor Frank de Boer talált be két alkalommal.[18]
- REKORD SZÜLETETT ǃǃǃ A bajnokság 6. fordulójában a PSV Eindhoven elleni vereség során debütált a csapatban 16 évesen és 130 naposan a holland Ryan Gravenberch. Ezzel ő lett a csapat történetének eddig legfiatalabb tétmérkőzésen pályára lépő játékosa. Az eddigi rekordot Clarence Seedorf tartotta, aki 1992. november 28. óta volt a legfiatalabb debütáló a csapatban.
- ÚJABB REKORDOK ǃǃǃ A fiatal Ryan Gravenberch 3 nappal debütálása után ismét rekordot döntött a csapatnál. A holland-kupa 1. fordulójában az amatőr HVV Te Werve ellen kezdőként pályára lépett és gólt is szerzett. Ezzel ő lett a csapat történetének legfiatalabb gólszerzője tétmérkőzésen és a legfiatalabb kezdőjátékosa is.[19]
- A bajnokság 8. fordulójában (Ajax-AZ 5ː0) az Ajax kapusa, a kameruni válogatott André Onana pályára lépett 100. tétmérkőzésén az Ajax csapatában.
- A bajnokság 9. fordulójában (Heerenveen-Ajax 0ː4) az Ajax dán középpályása, Lasse Schøne pályára lépett 250. tétmérkőzésén az Ajax csapatában.
- A BL csoportkörének 3. fordulójában (Ajax-Benfica 1ː0) az Ajax holland középpályása, Donny van de Beek pályára lépett 100. tétmérkőzésén az Ajax csapatában.
- A bajnokság 10. fordulójában (Ajax-Feyenoord 3ː0) az Ajax marokkói középpályása, Hakím Zíjes pályára lépett 100. tétmérkőzésén az Ajax csapatában.
- A bajnokság 12. fordulójában az Ajax idegenben legyőzte 1ː7-re az Excelsior csapatát. Ez volt történetük során az eddigi legnagyobb arányú győzelmük az Excelsior otthonában.[20]
- 750. GÓL ǃǃǃ December 12-én a BL-csoportkör utolsó fordulójában (Ajax-Bayern München 3ː3) az argentín védő, Nicolás Tagliafico megszerezte az Ajax 750. gólját a nemzetközi kupasorozatokban.
- A bajnokság 17. fordulójában az Ajax legyőzte az FC Utrecht csapatát és ez volt történetük 1400. győztes mérkőzése az Eredivisie alapszakaszában.
- A bajnokság 19. fordulójában (Feyenoord-Ajax 6ː2) az Ajax fiatal dán támadója, Kasper Dolberg pályára lépett 100. tétmérkőzésén az Ajax csapatában. A mérkőzés napján az életkora mindössze 21 év és 113 nap volt.
- Az Eredivisie idei szezonjában az Ajax egyik mérkőzésén sem tudta legyőzni a Heracles Almelo csapatát. Utoljára több mint 50 éve – az 1964/65-ös szezonban – fordult elő ilyen, akkor mindkét mérkőzést a Heracles nyerte meg.[21]
- BAJNOKOK LIGÁJA-REKORD ǃǃǃ A BL nyolcaddöntőjének első mérkőzésén (Ajax-Real Madrid 1ː2) az Ajax fiatal holland középhátvédje, Matthijs de Ligt megdöntötte a spanyol labdarúgó Cesc Fàbregas 2009 óta tartó rekordját. A mérkőzés napján De Ligt – 19 évesen és 185 naposan – lett a BEK / BL-történetének eddigi legfiatalabb csapatkapitánya az egyenes kieséses szakaszban.[22]
- A bajnokság 23. fordulójában (ADO Den Haag-Ajax 1ː5) a holland támadó, Klaas-Jan Huntelaar pályára lépett 200. tétmérkőzésén az Ajax csapatában.
- CSAPATON BELÜLI REKORDOK ǃǃǃ Február 27-én, a holland-kupa elődöntőjében (Feyenoord-Ajax 0ː3) két új rekord is született. A csapat hátvédje Matthijs de Ligt pályára lépett 100. tétmérkőzésén az Ajax csapatában. A mérkőzés napján 19 éves és 199 napos volt De Ligt és így ő lett a csapat történetének eddigi legfiatalabb "századosa". A mérkőzésen 270. alkalommal lépett pályára a dán Lasse Schøne és ezzel ő lett az Ajaxban a legtöbb mérkőzésen pályára lépő idegenlégiós.
- A bajnokság 28. fordulójában (FC Emmen-Ajax 2ː5) Klaas-Jan Huntelaar gólt szerzett és ezzel megszerezte 100. bajnoki gólját az Ajax csapatában.
- ÚJRA AZ ÉLEN ǃǃǃ Az Ajax a bajnokság 29. fordulóját követően átvette az első helyet a bajnokságban. Utoljára 98 fordulóval ezelőtt vezettek a bajnokságban egy teljes fordulót követően. Pontosabban a 2015-16-os szezon 33. fordulója után álltak utoljára az első helyen.
- BAJNOKOK LIGÁJA REKORD ǃǃǃ Az Ajax lett a BL első csapata amely selejtezőből indulva eljutott a BL-elődöntőig.
- NÉZETTSÉGI CSÚCS HOLLANDIÁBAN ǃǃǃ Hollandiában 8 nap alatt kétszer is megdőlt az eddigi nézettségi rekord ami a labdarúgó klubcsapatok mérkőzéseit illeti. Először az április 30-án lejátszott BL-elődöntő (Tottenham-Ajax 0-1) első mérkőzését Hollandiában 4,1 millióan követték figyelemmel a televízióban amire még nem volt példa az országban. Az eddigi rekordot egy 2005-ben lejátszott BL-elődöntő mérkőzés (PSV Eindhoven-AC Milan) tartotta amit 3,8 millióan néztek. Egy héttel később – május 8-án – az elődöntő visszavágóját pedig ennél is többen – körülbelül 5,1 millióan – nézték a televízióban.[23]
- REKORD A HOLLAND KUPÁBAN ǃǃǃ Május 5-én lejátszották a 2018-19-es holland labdarúgókupa döntőjét. A döntőben az Ajax támadója, Klaas-Jan Huntelaar is szerzett gólt és ezzel ő lett a kupa történetének eddigi legöregebb játékosa aki gólt szerzett a döntőben. A döntő napján Huntelaar életkora 35 év és 266 nap volt.
- Május 12-én az FC Utrecht elleni bajnoki mérkőzésen Lasse Schøne lejátszotta a 200. bajnoki mérkőzését az Ajax csapatánál.
- Május 15-én a De Graafschap elleni bajnoki mérkőzésen Daley Blind pályára lépett 200. tétmérkőzésén is az Ajax csapatában.

### Elhalasztott mérkőzés
- A bajnokság 24. fordulójában levő mérkőzésüket a PEC Zwolle ellen 10 nappal elhalasztotta a szövetség az Ajax kérésére. Eredetileg március 3-án lett volna a mérkőzés de végül 13-án játszották le. A halasztás oka az volt, hogy az Ajax március 5-én pályára lépett a BL-nyolcaddöntő visszavágóján a Real Madrid ellen és ezért kérték a 2 nappal korábbi mérkőzés elhalasztását.[24]
- A bajnokságban elhalasztották a teljes 33. fordulót. Ebben a fordulóban már minden mérkőzés egy időpontban lett volna április 28-án. De mivel az Ajax április 30-án BL-elődöntőn lép pályára ezért a holland szövetség elhalasztotta a fordulót május 15-ére. Azzal az indokkal, hogy Hollandiában egy profi csapat sem játszhat 2 tétmérkőzést 48 órán belül. Így ebben a szezonban a 33. fordulóval ér véget a bajnokság[25]